# Abdelhamid El Kaoutari
Abdelhamid El Kaoutari (ar. عبد الحميد الكاوتاري, ur. 17 marca 1990 w Montpellier) – marokański piłkarz grający na pozycji lewego lub środkowego obrońcy. Od 2019 roku jest zawodnikiem klubu AS Nancy. Posiada również obywatelstwo francuskie.

## Kariera klubowa
El Kaoutari jest wychowankiem klubu AS Grand. Następnie w 2000 roku podjął treningi w Montpellier HSC. Po grze w drużynach młodzieżowych awansował w 2008 roku do kadry pierwszego zespołu. 14 listopada 2008 zadebiutował w nim w Ligue 2 w wygranym 1:0 domowym meczu z Troyes AC. W sezonie 2008/2009 awansował z Montpellier do pierwszej ligi Francji. 15 stycznia 2011 w meczu z Valenciennes FC (2:1) strzelił swojego pierwszego gola w zespole Montpellier.
W 2015 roku El Kaoutari przeszedł do US Città di Palermo. Zimą 2016 wypożyczono go do Stade Reims, a latem 2016 do SC Bastia. W styczniu 2018 odszedł do Wydadu Casablanca.
| Sezon   | Klub                | Kraj    | Rozgrywki | Mecze | Bramki | Rozgrywki Europy   | Mecze | Bramki |
| ------- | ------------------- | ------- | --------- | ----- | ------ | ------------------ | ----- | ------ |
| 2007/08 | Montpellier HSC     | Francja | Ligue 2   | 1     | 0      | –                  | –     | –      |
| 2008/09 | Montpellier HSC     | Francja | Ligue 2   | 4     | 0      | –                  | –     | –      |
| 2009/10 | Montpellier HSC     | Francja | Ligue 1   | 25    | 0      | –                  | –     | –      |
| 2010/11 | Montpellier HSC     | Francja | Ligue 1   | 25    | 1      | Liga Europy UEFA   | 1     | 0      |
| 2011/12 | Montpellier HSC     | Francja | Ligue 1   | 5     | 0      | –                  | –     | –      |
| 2012/13 | Montpellier HSC     | Francja | Ligue 1   | 23    | 0      | Liga Mistrzów UEFA | 1     | 0      |
| 2013/14 | Montpellier HSC     | Francja | Ligue 1   | 30    | 0      | –                  | –     | –      |
| 2014/15 | Montpellier HSC     | Francja | Ligue 1   | 37    | 0      | –                  | –     | –      |
| 2015/16 | US Città di Palermo | Włochy  | Serie A   | 7     | 0      | –                  | –     | –      |
| 2015/16 | Stade Reims         | Francja | Ligue 1   | 8     | 0      | –                  | –     | –      |
| 2016/17 | SC Bastia           | Francja | Ligue 1   | 18    | 0      | –                  | –     | –      |
| 2017/18 | Wydad Casablanca    | Maroko  | GNF 1     | 4     | 0      | –                  | –     | –      |
| 2018/19 | Wydad Casablanca    | Maroko  | GNF 1     | 0     | 0      | –                  | –     | –      |
| 2018/19 | AS Nancy            | Francja | Ligue 2   | 16    | 0      | –                  | –     | –      |
| 2019/20 | AS Nancy            | Francja | Ligue 2   | 21    | 0      | –                  | –     | –      |
| 2020/21 | AS Nancy            | Francja | Ligue 2   | 26    | 0      | –                  | –     | –      |

Stan na: koniec sezonu 2021/2022

## Kariera reprezentacyjna
W latach 2008–2009 El Kaoutari grał w reprezentacji Francji U-19. W 2009 roku wystąpił z nią na Mistrzostwach Europy U-19.
W 2011 roku El Kaoutari zdecydował się grać dla reprezentacji Maroka. Zadebiutował w niej 4 czerwca 2011 w wygranym 4:0 towarzyskim meczu z Algierią. W 2012 roku został powołany do kadry na Puchar Narodów Afryki 2012.